# Dan Hennah
Dan Hennah (* in Hastings, Neuseeland) ist ein neuseeländischer Architekt, Artdirector und Szenenbildner, der sowohl einen Oscar, zweimal den Excellence in Production Design Award der Art Directors Guild, einen Sierra Award als auch einen Golden Satellite Award gewann.

## Leben
Nach dem Schulbesuch studierte Hennah Architektur an der Polytechnic School of Architecture in Wellington. Er begann seine Laufbahn als Artdirector und Szenenbild in der Filmwirtschaft 1983 bei dem Film Nate and Hayes und arbeitete bis heute an der szenischen Ausstattung von bisher knapp vierzig Filmen mit.
Bei der Oscarverleihung 2002 wurde er mit Grant Major erstmals für den Oscar für das beste Szenenbild nominiert, und zwar für Der Herr der Ringe: Die Gefährten (2001) von Peter Jackson mit Elijah Wood, Ian McKellen und Sean Astin. Zugleich waren die beiden 2002 auch für den Excellence in Production Design Award der Art Directors Guild (ADG) sowie einen Golden Satellite Award nominiert.
2003 erhielten er, Major und Alan Lee eine Nominierung für das Oscar für das beste Szenenbild in Der Herr der Ringe: Die zwei Türme (2002), der abermals von Peter Jackson mit Elijah Wood, Ian McKellen und Sean Astin in den Hauptrollen inszeniert wurde. Darüber hinaus gewannen er und Major den ADG Excellence in Production Design Award.
Bei der Oscarverleihung 2004 wurden Hennah, Major und Lee mit dem Oscar für das beste Szenenbild in Der Herr der Ringe: Die Rückkehr des Königs (2003) ausgezeichnet, der wiederum von Peter Jackson verfilmt wurde und in dem neben Viggo Mortensen, Liv Tyler sowie Ian McKellen auch Elijah Wood und Sean Astin mitspielten. Für diesen Film erhielten er und Major sowie deren Mitarbeiterstab auch einen weiteren ADG Excellence in Production Design Award sowie zusammen mit Lee einen Golden Satellite Award.
Für den Film King Kong (2005) von Peter Jackson mit Naomi Watts, Jack Black und Adrien Brody wurden er, Major und Simon Bright 2006 für einen weiteren Oscar für das beste Szenenbild sowie einen weiteren ADG Excellence in Production Design Award nominiert. Daneben gewannen er und Bright einen Sierra Award der Las Vegas Film Critics Society für die beste Artdirection.
Später arbeitete Hennah an der szenischen Ausstattung von filmischen Adaptionen von J. R. R. Tolkiens Der Hobbit unter der Regie von Peter Jackson, die ab 2012 in drei Teilen aufgeführt wurden. Für den ersten Teil, Der Hobbit – Eine unerwartete Reise, wurde Hennah gemeinsam mit Simon Bright und Ra Vincent für die Oscarverleihung 2013 für den Oscar in der Kategorie „Bestes Szenenbild“ nominiert.

## Filmografie
- 1983: Insel der Piraten (Nate and Hayes)
- 1987: White Water Summer
- 1992: Cumulus 9
- 1999: The Tribe (Fernsehserie)
- 2001: Der Herr der Ringe: Die Gefährten (The Lord of the Rings: The Fellowship of the Ring)
- 2002: Der Herr der Ringe: Die zwei Türme (The Lord of the Rings: The Two Towers)
- 2003: Der Herr der Ringe: Die Rückkehr des Königs (The Lord of the Rings: The Return of the King)
- 2007: Mein Freund, der Wasserdrache (The Water Horse: Legend of the Deep)
- 2009: Underworld – Aufstand der Lykaner (Underworld: Rise of the Lycans)
- 2010: The Warrior’s Way
- 2012: Der Hobbit – Eine unerwartete Reise (The Hobbit: An Unexpected Journey)
- 2017: Thor: Tag der Entscheidung (Thor: Ragnarok)

## Auszeichnungen
- 2003: ADG Excellence in Production Design Award
- 2004: Oscar für das beste Szenenbild
- 2004: ADG Excellence in Production Design Award
- 2004: Golden Satellite Award für die beste Artdirection
- 2006: Sierra Award für die beste Artdirection